# Henry Bergh
Henry Bergh (Nova Iorque, 29 de agosto de 1813 – Nova Iorque, 12 de março de 1888) foi um empresário e filantropo americano que se destacou na luta contra o tratamento cruel, por vezes, imposto aos animais.
Era  filho de um construtor naval proeminente, estudou na Universidade de Colúmbia e trabalhou com o pai na indústria naval. Em 1863 foi nomeado para um posto diplomático na corte russa do Czar Alexandre II. Nessa época iniciou o seu trabalho de esclarecimento sobre a desumanidade do homem no trato com os animais.
Conheceu em Londres a Sociedade Real da Inglaterra para a Prevenção da Crueldade contra os Animais, criada em 1824 e a primeira entidade do gênero no mundo.
Incentivado pelo sucesso da sua "Declaração dos Direitos dos Animais", Bergh propôs à Assembleia Legislativa do Estado de Nova York o reconhecimento da Sociedade Americana para a Prevenção da Crueldade contra Animais (American Society for the Prevention of Cruelty to Animals – ASPCA) o que ocorreu em 10 de abril de 1866. Nove dias depois, uma lei anti-crueldade foi aprovada e concedido o poder de polícia à ASPCA para impô-la.
Até 1888, ano da morte de Bergh, a ideia de que os animais deviam ser protegidos da crueldade havia sensibilizado a consciência dos americanos. Sociedades com os mesmos fins surgiram por todo o país, seguindo o exemplo de Nova Iorque, como em Buffalo, Boston e San Francisco. Nos anos seguintes, 37 estados da união haviam sancionado leis anti-crueldade. Foi sepultado no Green-Wood Cemetery.